# Anastatus brevipennis
Anastatus brevipennis är en stekelart som beskrevs av William Harris Ashmead 1904. Anastatus brevipennis ingår i släktet Anastatus och familjen hoppglanssteklar. Inga underarter finns listade i Catalogue of Life.